# Bing János
Bing János vagy Jónás (Óbuda, 1800. február 9. – Arad, 1880. május 29.) kereskedő, költő.

## Élete
Alig volt 13 éves, amikor apja meghalt, s akkor Prágába ment, hogy magát rabbivá képezze. A legnagyobb nélkülözések közt öt évig tanult ott, és ez idő alatt a héber nyelven kívül a latin, görög és német nyelvet sajátította el. A papi pálya azonban az akkori viszonyok közt anyagi szempontból semmit sem ígért, amiért Bing ezt elhagyta, és Németországba ment, hogy továbbképezze magát. Két év múlva onnan visszatérvén, Pestre ment. Ott azonban képzettségének megfelelő álláshoz nem jutott, így tudományos folyóiratokba kezdett dolgozni, majd pedig grófi családoknál adott magánórákat. Ezen állásával sem lévén megelégedve, kereskedő lett, de azért folytonosan művelte a tudományokat, és 72 éves korában megtanulta az olasz nyelvet.

## Munkái
Halála után egy láda kézirata maradt; ezekből fia, Bing Ede, egy kötet költeményt adott ki:
- Einige nachgelassene Schriften. Arad, 1881